# Ischnopteris festa
Ischnopteris festa là một loài bướm đêm trong họ Geometridae.